# René Boylesve
René Marie Auguste Tardiveau dit René Boylesve, né le 14 avril 1867 à Descartes (Indre-et-Loire) et mort le 14 janvier 1926 à Paris, est un écrivain français.
Il passe sa jeunesse dans sa ville natale, puis à Tours. Il poursuit ses études à la Sorbonne. Il publie son premier texte en 1885, sa première nouvelle en 1888 et adopte son nom de plume définitif en 1893. Son œuvre est souvent inspirée par ses souvenirs d'enfance (La Becquée) ou de voyage (Le Parfum des îles Borromées) ou des pages de l'histoire de la Touraine (Mademoiselle Cloque). En 1918, il est élu à l'Académie française (fauteuil no 23).

## Biographie
René Tardiveau est le fils de Marie Sophie Boilesve, d'une vieille famille angevine installée en Touraine, et de Me François Pierre Auguste Tardiveau, notaire issu d'une famille de petits cultivateurs beaucerons. Il perd sa mère en 1871 et est élevé sur le grand domaine terrien de la Barbotinière par sa grand-tante Clémence Janneau, modèle du personnage de la Tante Félicie Planté dans La Becquée, mais celle-ci meurt à son tour en 1876 et son mari se suicide. René et sa sœur Marie retournent alors habiter chez leur père, qui s'est remarié en 1874 avec une jeune femme et qui ne tarde pas à se ruiner après un achat immobilier (maison Mouton) qui le met au ban de la société bourgeoise de La Haye-Descartes, lui faisant perdre sa clientèle (cette histoire inspire L'Enfant à la balustrade).
Pensionnaire chez les Frères des Écoles chrétiennes à Poitiers à la rentrée 1877, il entre au collège de la Grand'Maison en 1880, qu'il quitte en 1882 à la suite de sa fermeture consécutive aux décrets Ferry pour entrer au lycée René Descartes de Tours. Son père, ruiné, se suicide en 1883. René Tardiveau obtient son baccalauréat en 1884-1885 et s'installe à Paris, rue Monge, en novembre 1885, pour suivre des études d'histoire et de droit à la Sorbonne. Il est licencié en droit en 1889. Il étudie également à l'École libre des sciences politiques.
Il fait paraître dans le Journal d'Indre-et-Loire (30 et 31 mars 1885), à l’âge de 17 ans, sous le pseudonyme de « René U. », un court texte intitulé Quelques pages d'un vieux carnet, qu'il récrit entièrement dans Vieilleries, nouvelle publiée en 1888 dans une revue tourangelle dirigée par Auguste Chauvigné ; vers la fin de la même année, il rencontre Jane Avril. Jusqu'en 1896, il publie sous plusieurs pseudonymes dans des revues telles que La Plume ou L'Ermitage qu'il codirige à la demande d'Henri Mazel, d'abord avec Adolphe Retté, puis avec Stuart Merrill, ensuite avec son ami Hugues Rebell. En 1893, il adopte définitivement le nom de plume de Boylesve, dérivé du nom de jeune fille de sa mère. Il habite alors rue Pasquier, près de l'église de la Madeleine. En 1896, il publie ses premiers romans : Le Médecin des Dames de Néans, subtile évocation des mœurs de province, et Les Bains de Bade. Suivent des textes comme : Le Parfum des îles Borromées (1898), Mademoiselle Cloque (1899), La Becquée (1901), La Leçon d’amour dans un parc (1902), L’Enfant à la balustrade (1903), Le Meilleur ami (1909), Le bonheur à cinq sous (1917), Élise (1921), Nouvelles leçons d’amour dans un parc (1924), Souvenirs du jardin détruit (1924). La mort de son demi-frère pendant la guerre lui inspire en 1917 le touchant Tu n'es plus rien.
Il fait la connaissance d'Anatole France, à qui il voue une grande admiration, d'Henri de Régnier, qui le reçoit sous la coupole, d'André Gide, de Francis Vielé-Griffin, de Jean Moréas, de Charles Guérin, de Maurice Maindron, de Jacques des Gachons, de Paul Bourget, de Paul-Jean Toulet, de Paul Valéry, de Maurice Barrès, qui le fascine, mais dont il s'éloigne, rebuté par ses idées politiques, de Paul Souday, qui le déteste, et surtout d'Hugues Rebell qui exerce sur lui une influence majeure.

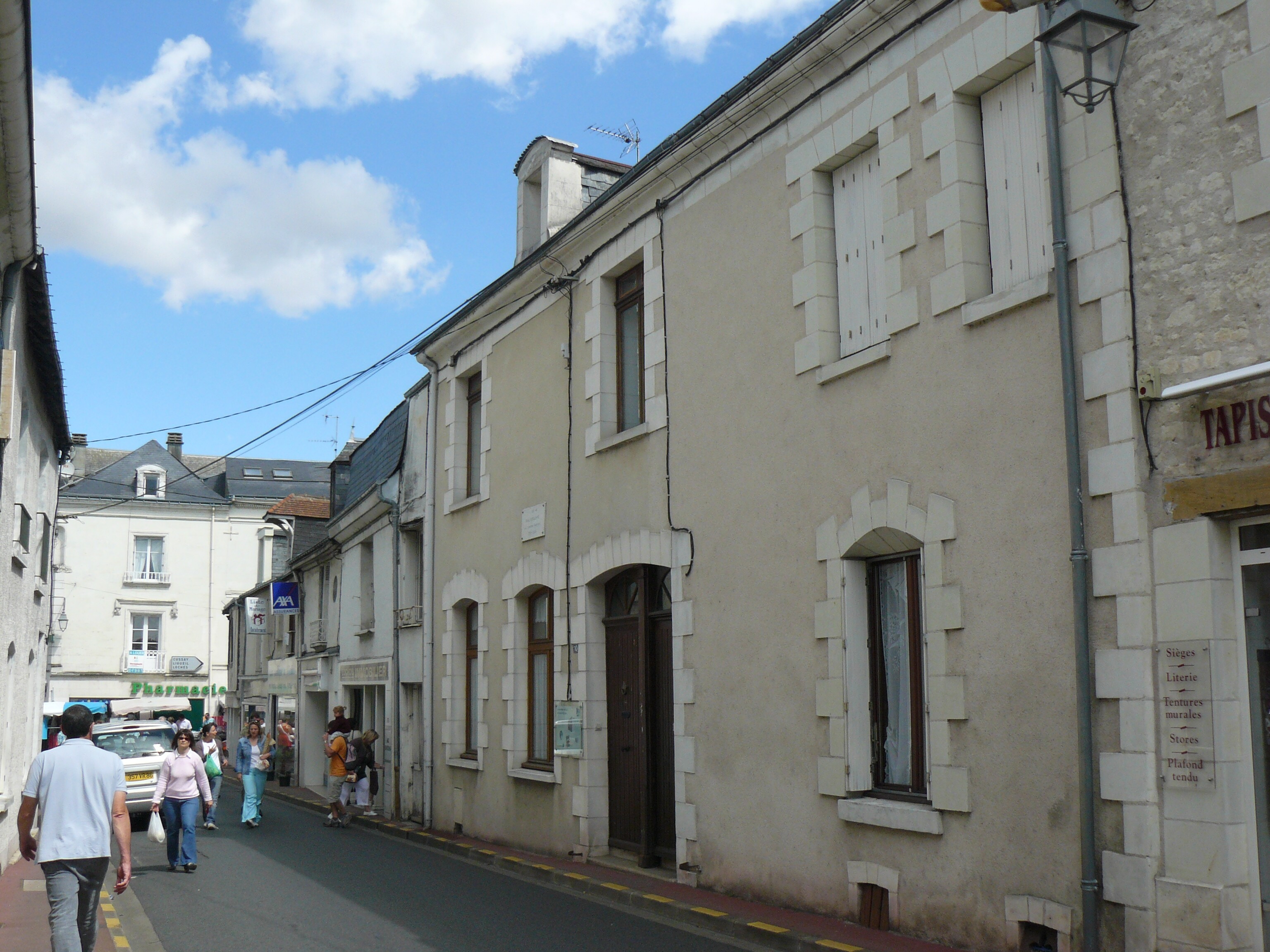
Maison natale de René Boylesve à Descartes.
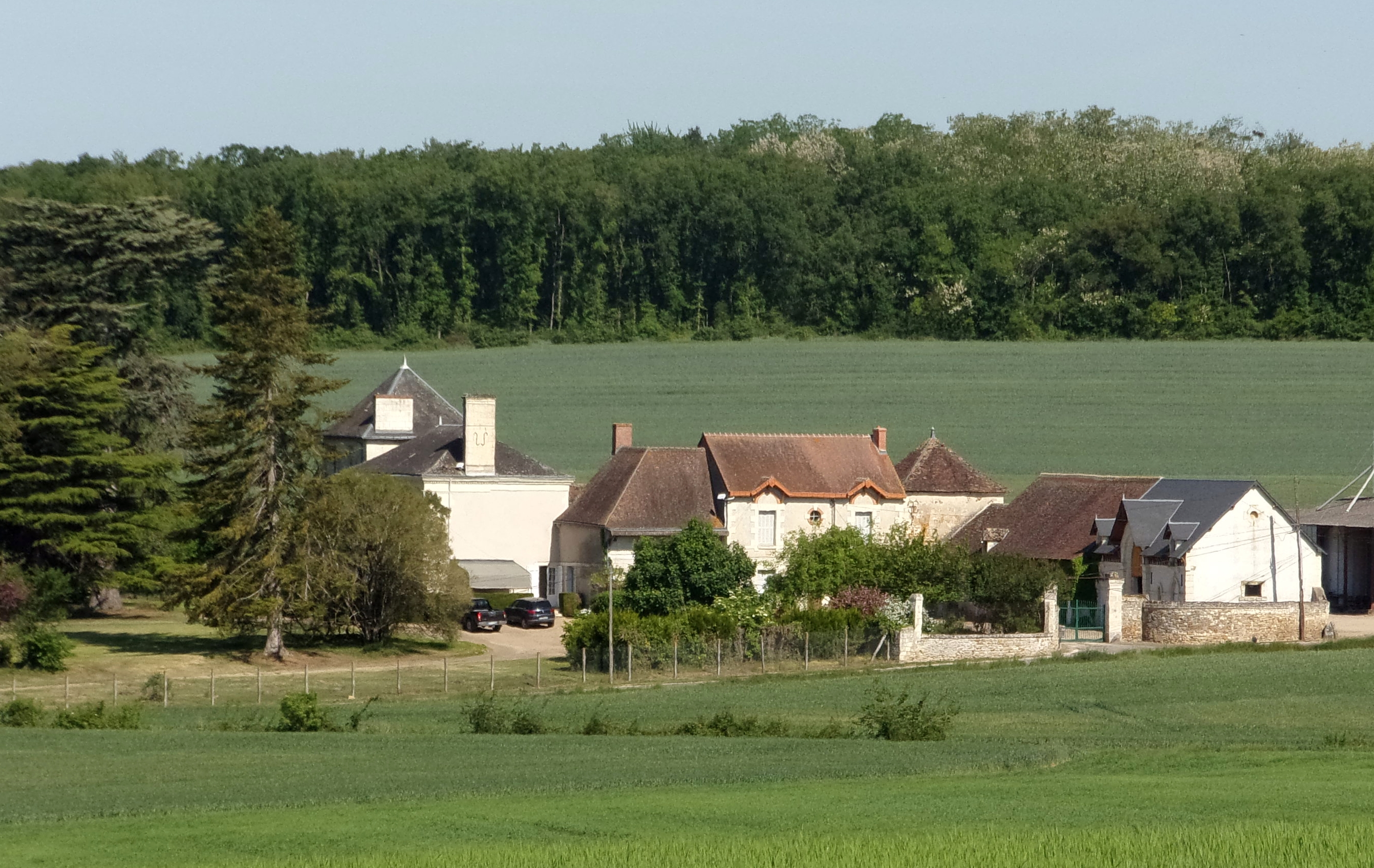
La Barbotinière à Descartes.
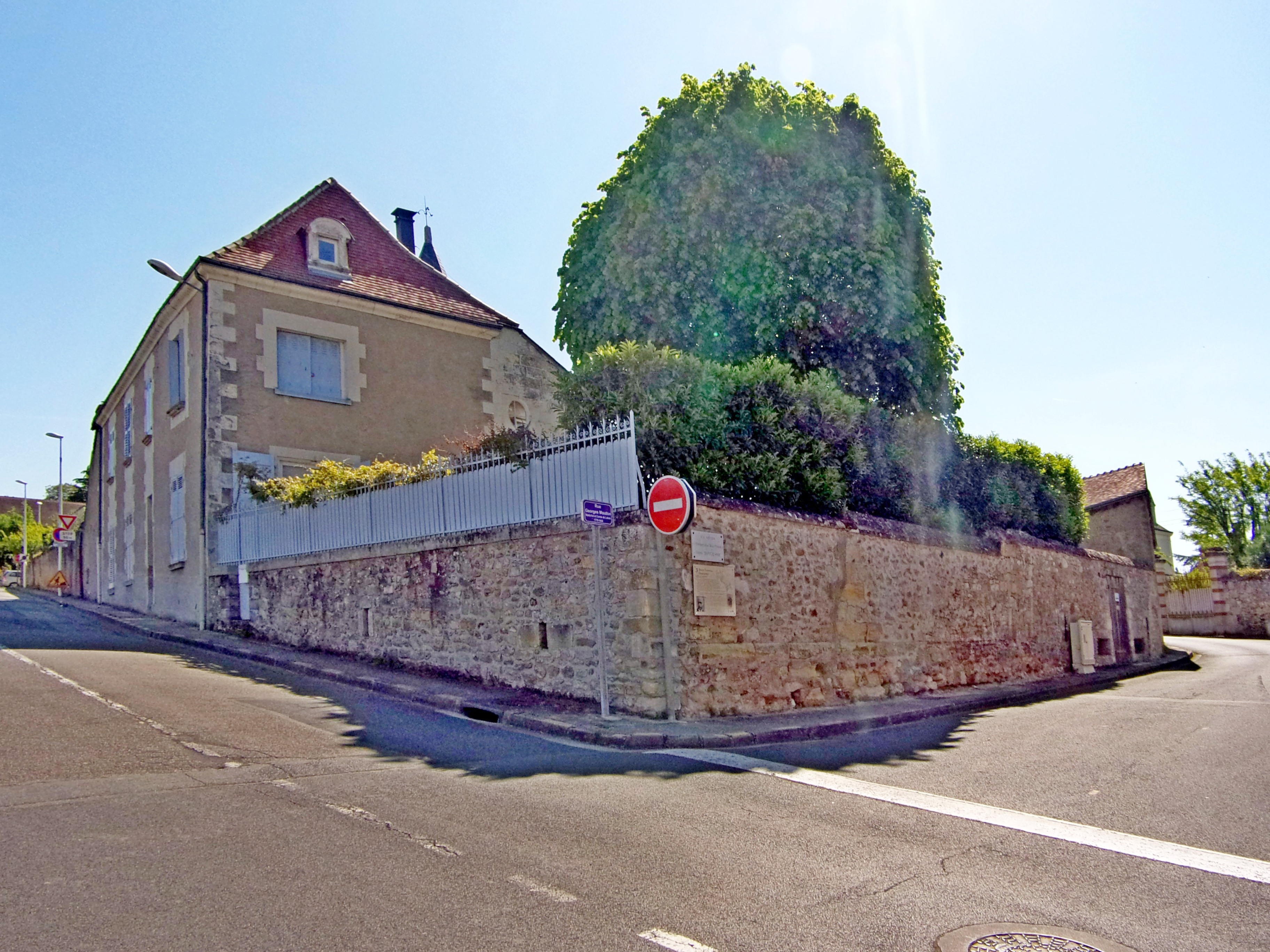
La maison Mouton à Descartes.

Le 13 avril 1901, il épouse Alice Mors (née en 1881). Alice est la fille de son beau-frère Louis Mors, riche industriel de l'automobile : Émile, le frère de Louis, est en effet l'époux de Marie Tardiveau, sœur de René Boylesve,. Disposant désormais de moyens financiers solides, le couple reçoit beaucoup et mène une vie mondaine et brillante. Pendant la Première Guerre mondiale, il s'installe à Deauville où Alice se dévoue comme infirmière et se consacre à un grand blessé de guerre tandis que Boylesve rencontre Betty Halpérine qui devient sa secrétaire et sa maîtresse. Le curieux ménage à quatre vit sous le même toit. Il n'est jamais question de divorce mais Alice finit par quitter le foyer conjugal.

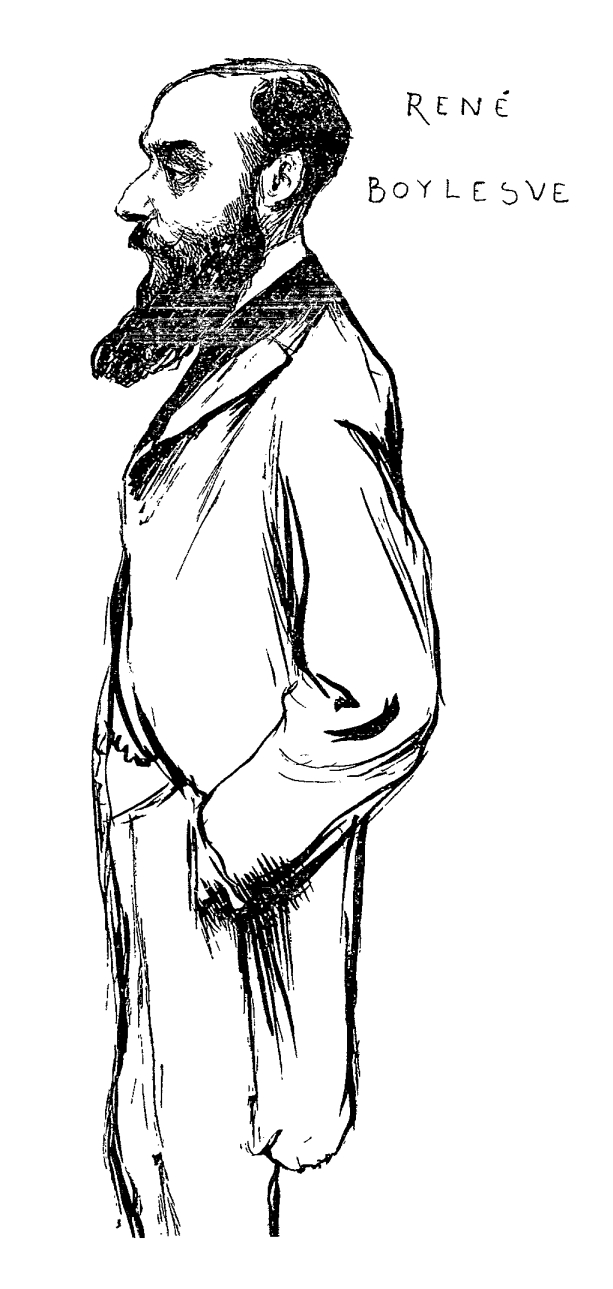
Portrait de René Boylesve par Jean Veber (1898).

L'Académie française lui décerne le prix Botta en 1906 et le prix Alfred-Née en 1912.
La découverte de Marcel Proust est pour René Boylesve le grand choc littéraire. Conscient de la parenté de l'écrivain avec sa première façon, il le rejette d'abord — certainement pour ne pas renier son œuvre — avant de reconnaître en lui l'écrivain majeur de son époque. Aux autres sujets de tristesse vient donc s'ajouter la conscience de ne pas s'être totalement accompli.

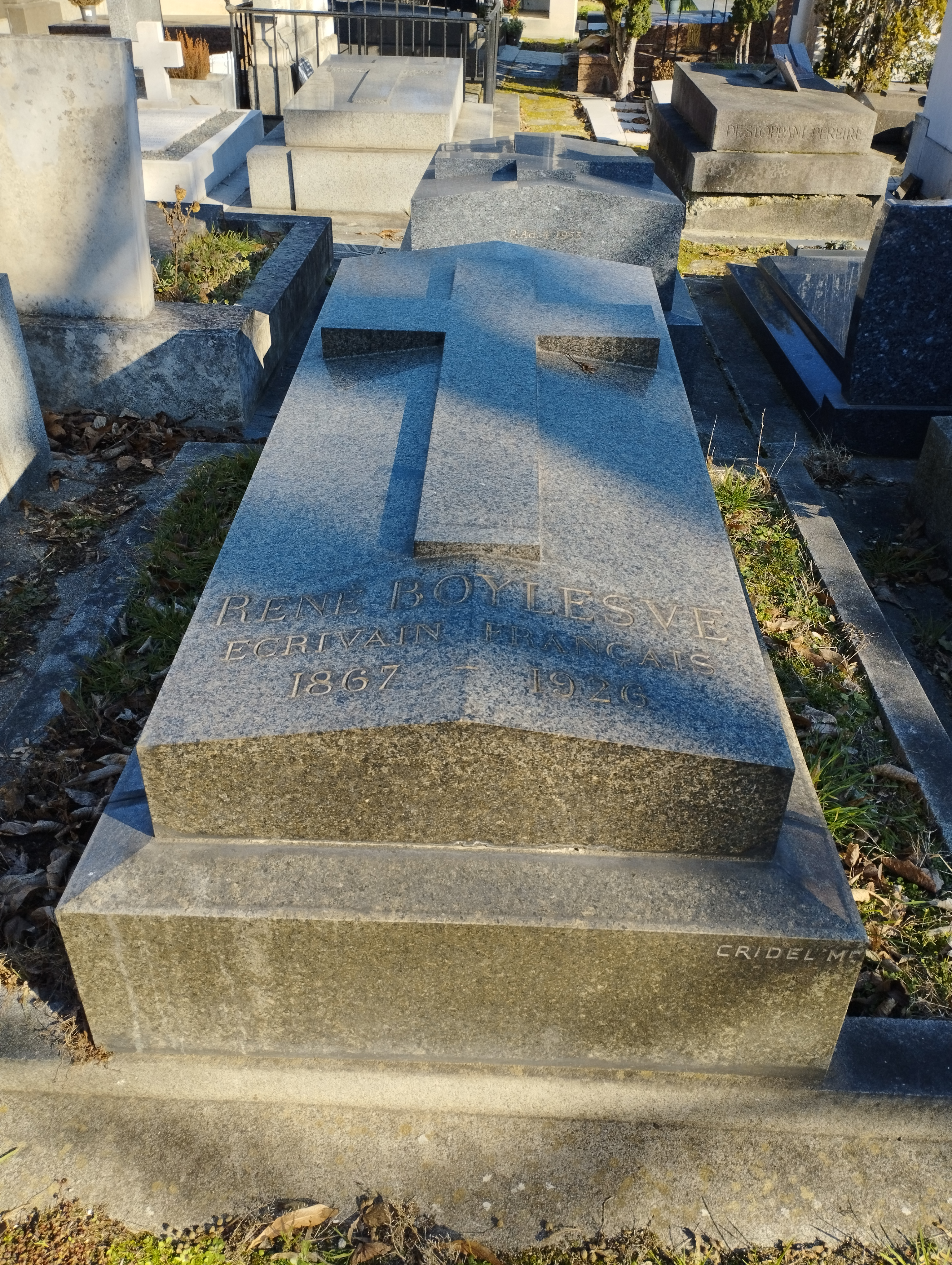
Tombe de René Boylesve au cimetière de Passy (division 9).

Boylesve est élu le 16 mai 1918 à l'Académie française au fauteuil no 23, au second tour de scrutin par 18 voix sur 27. À cette même époque, le romancier fait également partie de la Société d'agriculture, sciences, arts et des belles-lettres d'Indre-et-Loire, académie dont il est devenu membre honoraire à partir des années 1900,. Au siège de cette société, située à Tours, Boylesve donne une conférence intitulée Liberté et Littérature le 9 mai 1921, discours dont l'écrivain tourangeau fait mention dans son œuvre posthume Opinions sur le roman.
Il meurt d'un cancer le 14 janvier 1926, à la clinique des sœurs de Sainte-Marie, boulevard Arago à Paris. Le service funèbre fut célébré en l'église Notre-Dame-de-Grâce de Passy, rue de l'Annonciation. Son cercueil fut déposé dans une remise construite dans le jardin attenant à l'église. Il y resta ainsi durant 22 mois, jusqu'au 17 novembre 1927, jour où il fut enterré au sein de la 9e division du cimetière de Passy, place du Trocadéro. Dans le même quartier, l'avenue René-Boylesve lui rend hommage.
Son buste, en marbre, fut exécuté vers 1926 par le statuaire Philippe Besnard ; exposé au Salon des Tuileries de 1927, il est conservé à l'Institut de France à Paris. Il existe un autre buste sculpté de Boylesve, dû au sculpteur Camille Garand (1889-1979), ornant le jardin René-Boylesve à Descartes, sa ville natale.

## Pseudonymes
René Boylesve usa de nombreux pseudonymes, notamment pour ses nouvelles :
- René U. dans le Journal d'Indre-et-Loire ;
- René Marie et R.T. dans la Revue littéraire et artistique de Touraine ;
- Nepomucène dans le Réveil du Quartier ;
- René T…, René Tardivaux et Velserus dans la Revue de Littérature Moderne ;
- René Boylesve pour le reste de son œuvre.

## Œuvres

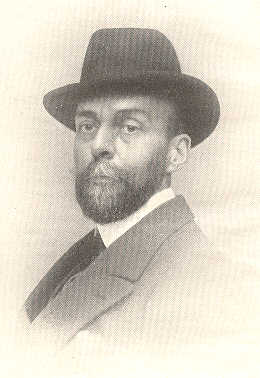
René Boylesve.

### Œuvres publiées de son vivant
- Nouvelles publiées en revues (dont Les Belles Folies d’Écho, publication en février 1895 dans L’Ermitage, Allégorie de l'amant des grâces, publication dans La plume, 1er au 15 avril 1895, Les Embarras de Gillette, publication en janvier 1897 dans le Gil Blas, Le Mal de Rita, publication dans Fémina, 1er janvier 1921, J'ai écrit une petite histoire, publication dans Candide du jeudi 13 août 1925)
- Le Médecin des dames de Néans (1896)
- Les Bains de Bade (1896)
- Sainte-Marie-des-Fleurs (1897)
- Le Parfum des îles Borromées (1898, version Ollendorff)
- Mademoiselle Cloque (1899)
- La Becquée (1901) (voir Les Bonnets de dentelle dans la section « Œuvres posthumes »)
- La Leçon d'amour dans un parc (1902)
- L'Enfant à la balustrade (1903) (publication la même année sous forme de feuilleton sous le titre Comédie sous la balustrade)
- Le Bel Avenir (1905)
- Mon amour (1907)
- La Poudre aux yeux (1909)
- Le Meilleur Ami (1909)
- La Jeune Fille bien élevée (1909)
- Madeleine jeune femme (1912)
- La Marchande de petits pains pour les canards (1913)
- Nymphes dansant avec des satyres (1913)
- Le Bonheur à cinq sous (1917)
- Tu n'es plus rien (1917)
- Discours de réception à l'académie française (1919)
- Allocution prononcée le 7 décembre 1919 à l'assemblée générale annuelle de l'Assistance mutuelle des veuves de la guerre (1919)
- Alcindor ou suite à la leçon d'amour dans un parc (1920)
- Seringapatam (extrait de La Marchande de petits pains pour les canards, publication séparée avec remaniements ; texte dont la version primitive avait été publiée seule, en volume, en 1909, sous le titre La Poudre aux yeux) (1920)
- Le Carrosse aux deux lézards verts (1920)
- Le Dangereux Jeune Homme (1921)
- Analogie (1921)
- Élise (1921)
- Ah ! plaisez-moi (1922)
- Premières réflexions sur l’œuvre de Marcel Proust (1922)
- Nouvelles et choix de pages de romans  (spicilège) (1922)
- Le Parfum des îles Borromées (version définitive, 1923)
- Le Mariage de Pomme d'Api et les deux romanciers (1924)
- Les Nouvelles Leçons d'amour dans un parc (1924)
- Souvenirs du jardin détruit (1924)
- Je vous ai désirée un soir (1925) (version remaniée de Ah ! Plaisez-moi)

### Œuvres posthumes
- Azurine ou le nouveau voyage (1926 / 1895) (la première édition dans Le Monde moderne d'août 1895, sous le titre : Le nouveau voyage)
- Le Confort moderne (1926)
- Le Dernier Mot sur l'amour (1926)
- Les Nouvelles Leçons d’amour dans un parc, version définitive et complète (mars 1926, Ferenczi), intégrant le dernier fragment narratif (intitulé Le Dernier Mot sur l’amour), publié séparément peu de temps auparavant.
- Les Deux Romanciers (1926)
- La Touraine (1926)
- Feuilles tombées (Écrits intimes) (1927)
- Le Pied fourchu (1927)
- Les Français en voyage (1929)
- Opinions sur le roman (1929)
- Réflexions sur Stendhal (1929)
- Varia (1931)
- Voyage aux îles Borromées (1932)
- Feuilles tombées (Écrits intimes - Édition augmentée) (1947)
- Profils littéraires (1962)
- Les Bonnets de dentelle (1967 : version primitive de La Becquée, écrite en 1897, abandonné par Boylesve sous l’influence du critique et éditeur Louis Ganderax, et publiée de manière posthume)
- Poèmes à Betty (1967)
- Entrez dans la ronde - C'est une chose finie (1975)

### Correspondance
- Auguste Chauvigné, Le Jardin secret de René Boylesve (extraits de sa correspondance) (1927)
- Quelques échanges et témoignages (correspondance avec Marcel Proust, 1931)

## Distinctions
- Nommé chevalier de la Légion d'honneur au titre du ministre de l'Instruction publique et des Beaux-Arts (décret du 13 janvier 1907), parrainé par Paul Hervieu, de l'Académie française.
- Officier de la Légion d'honneur (1921). Promu officier de la Légion d'honneur au titre du ministre de l'Instruction publique (décret du 31 juillet 1921), parrainé par Georges Lecomte, de l'Académie française.

Couvertures ou frontispices de quelques œuvres de René Boylesve
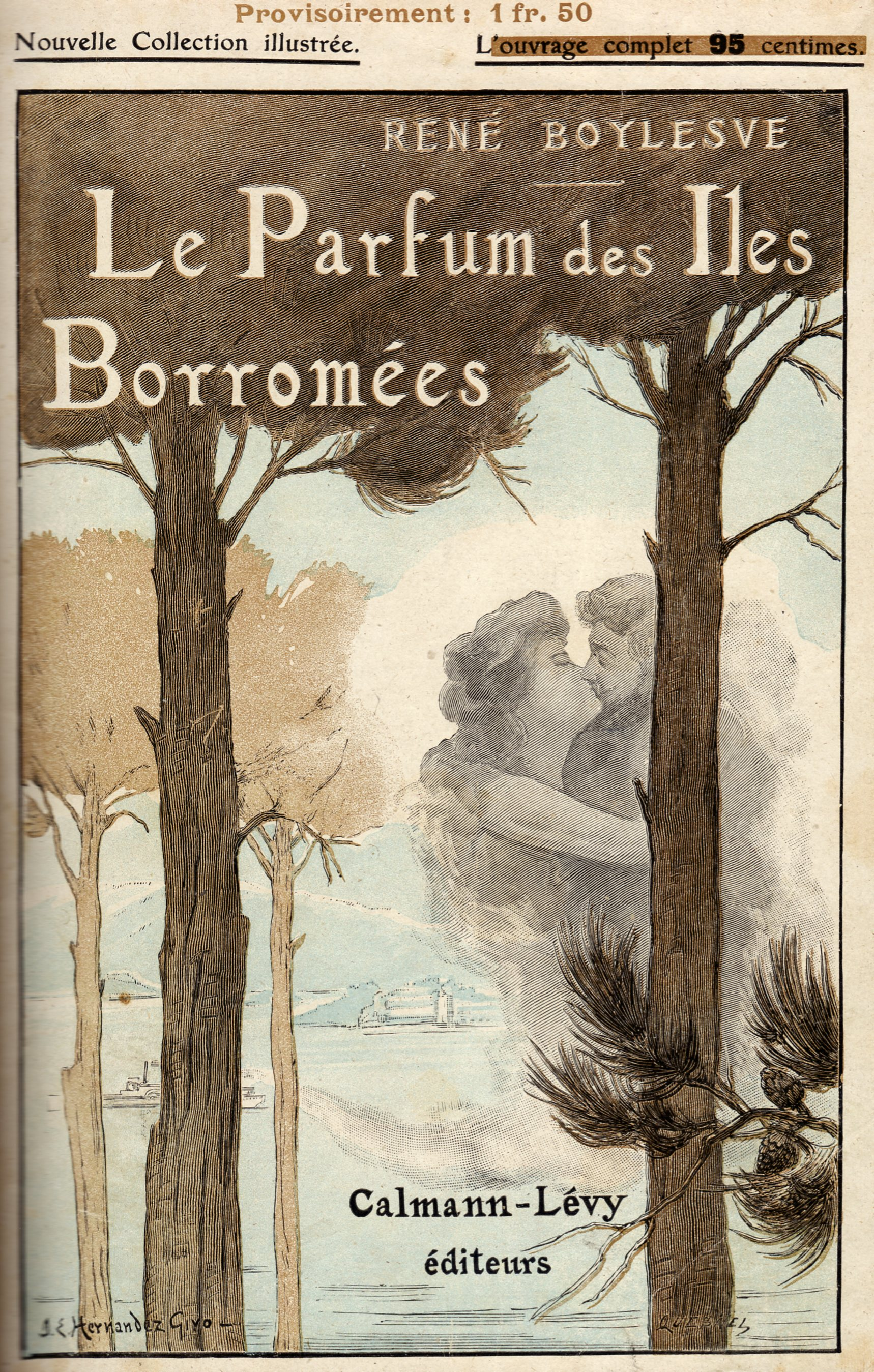
Le Parfum des îles Borromées éd. 1908, illusration de Juan E. Hernandez Giro.
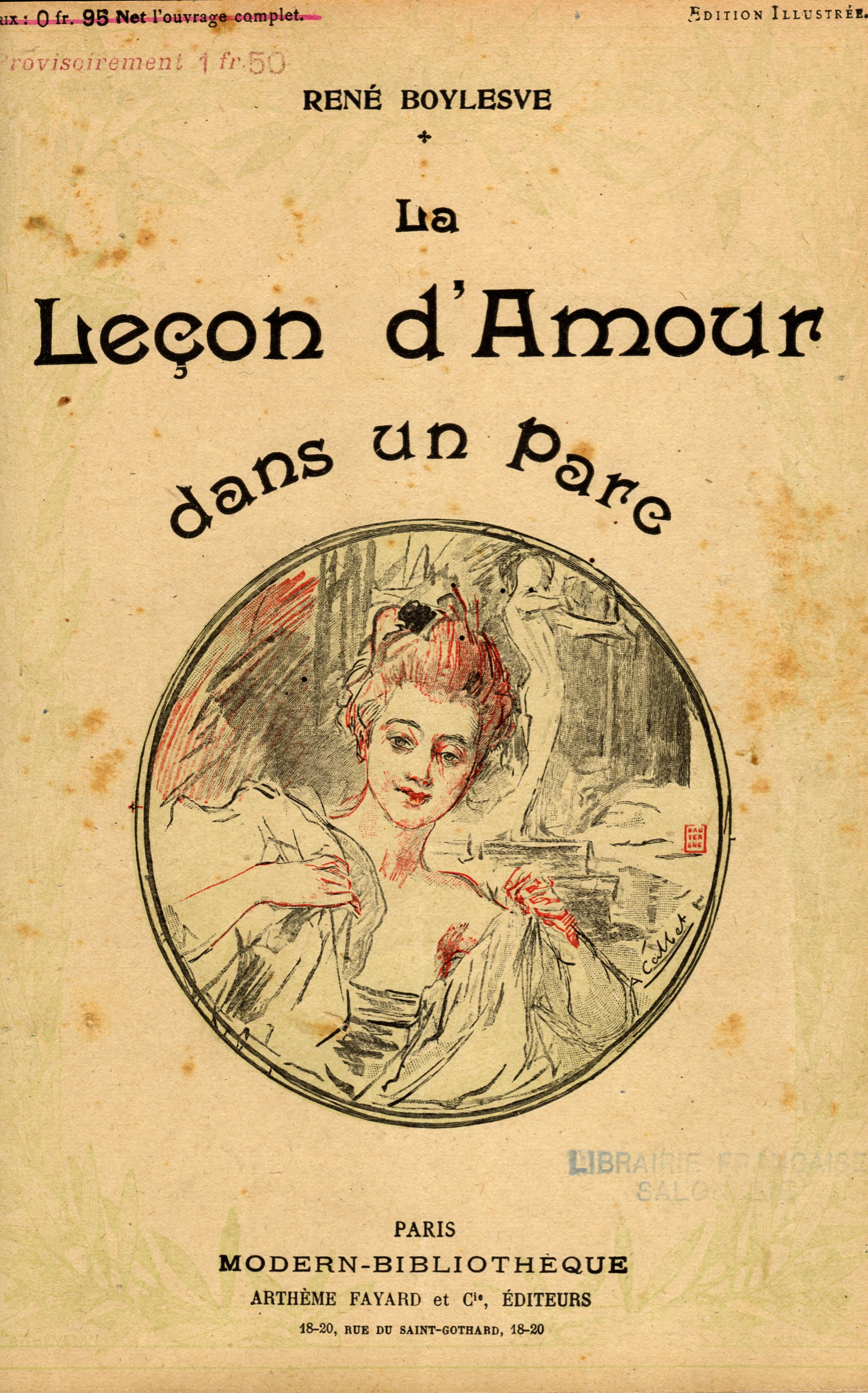
La Leçon d'amour dans un parc éd. 1908, illusration d'Antoine Calbet.
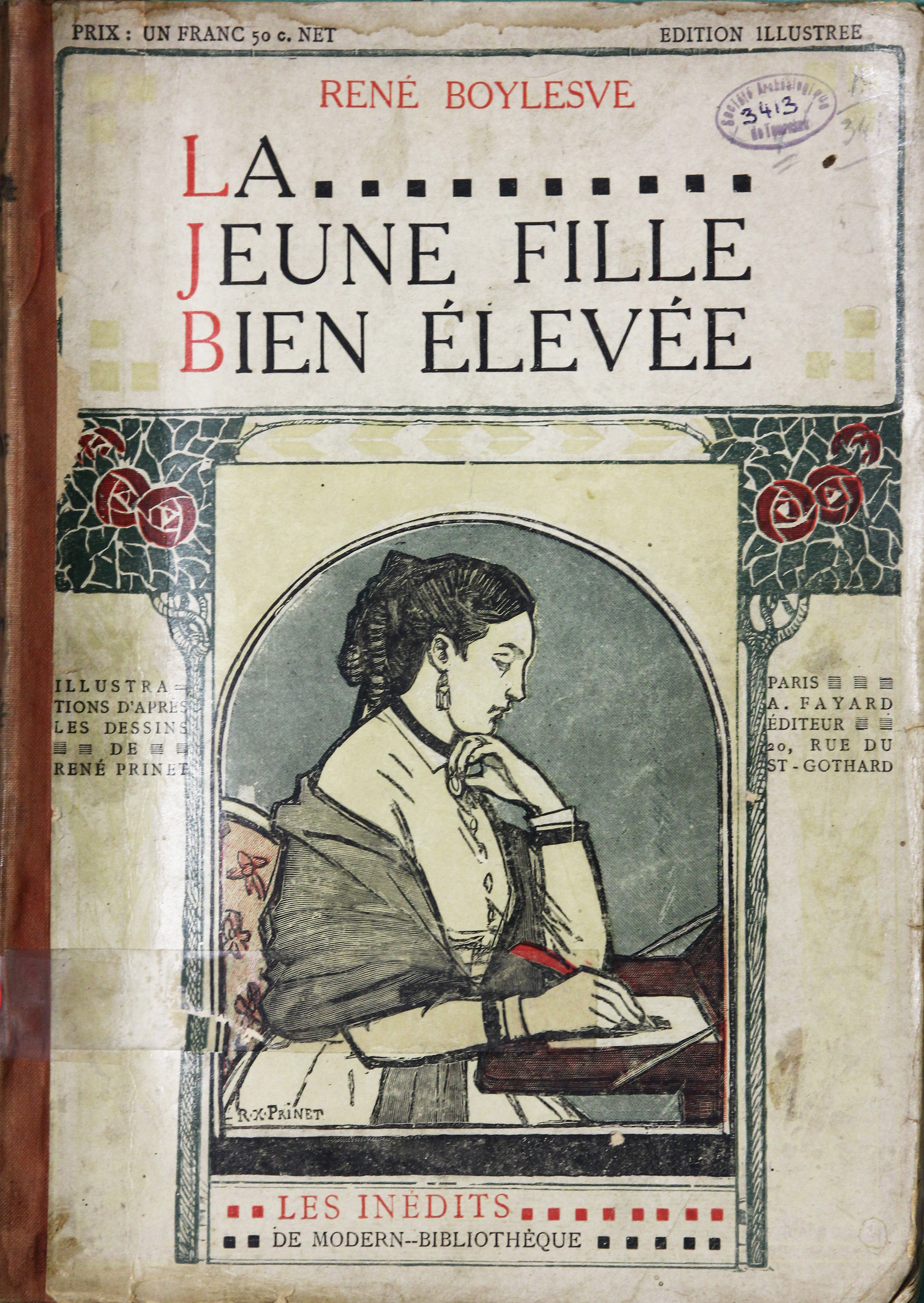
La Jeune Fille bien élevée éd. 1909, illusration de René-Xavier Prinet.
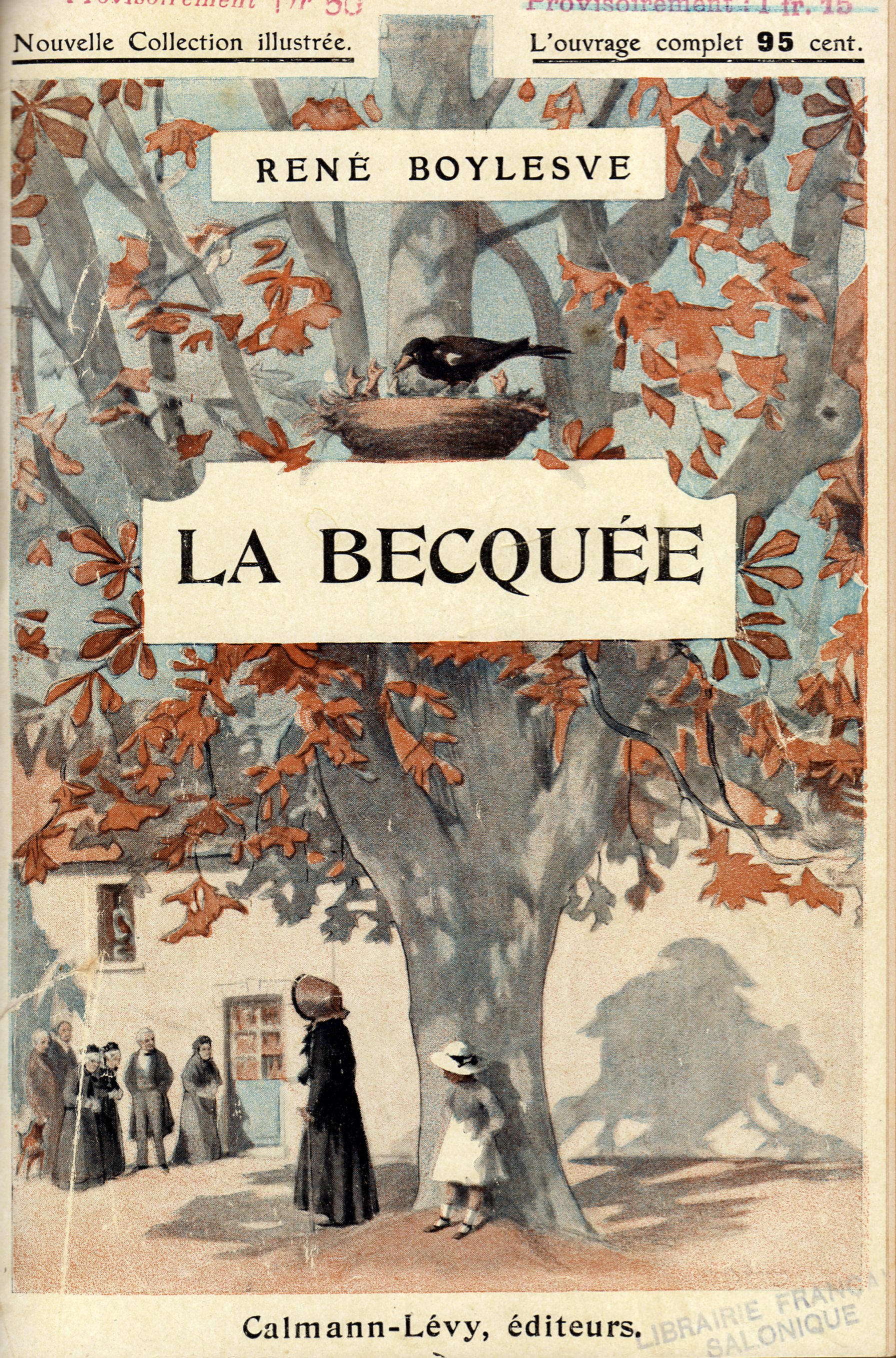
La Becquée éd. 1910, illusration d'Adolphe Gumery.
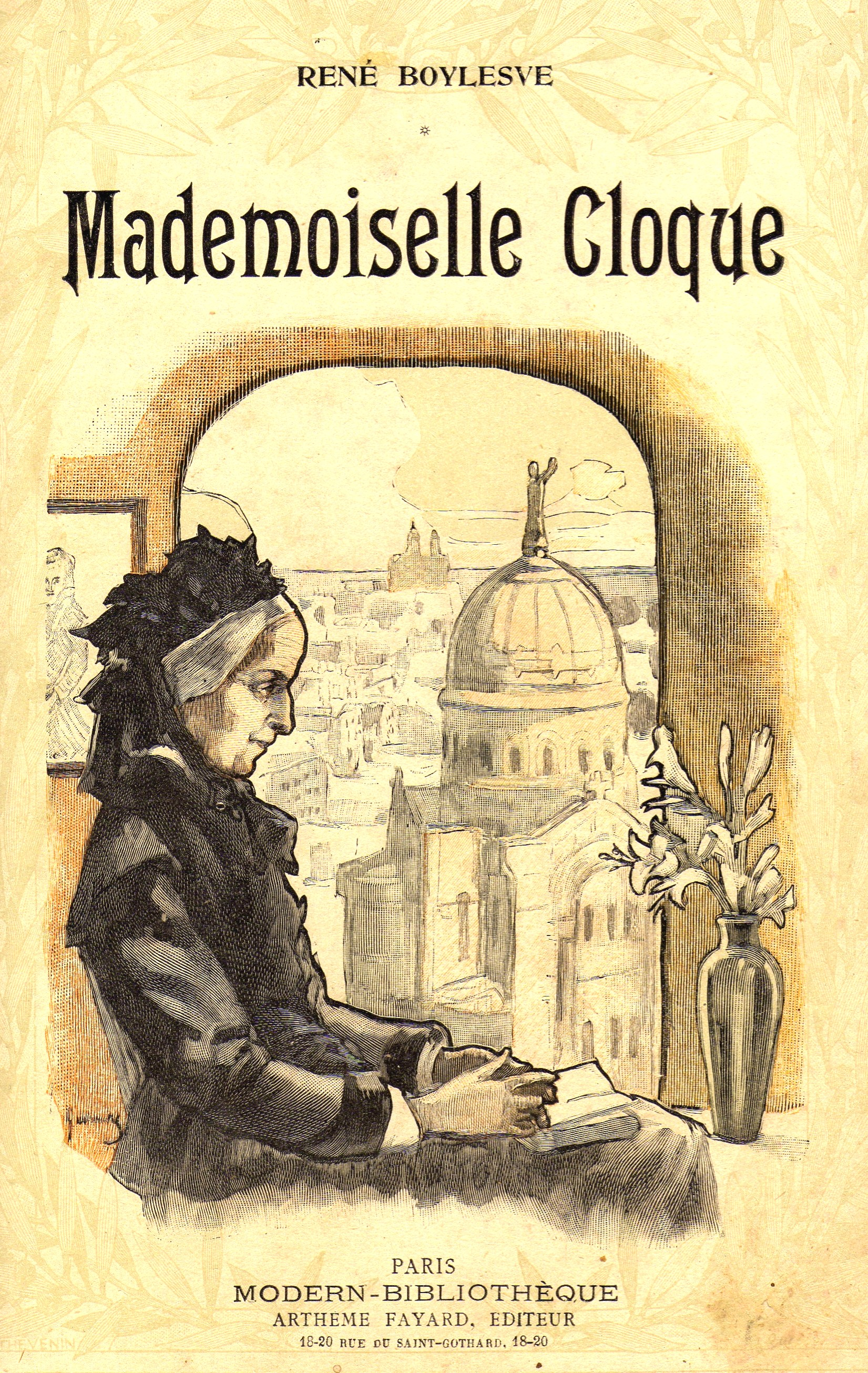
Mademoiselle Cloque éd. 1911, illusration d'Adolphe Gumery.
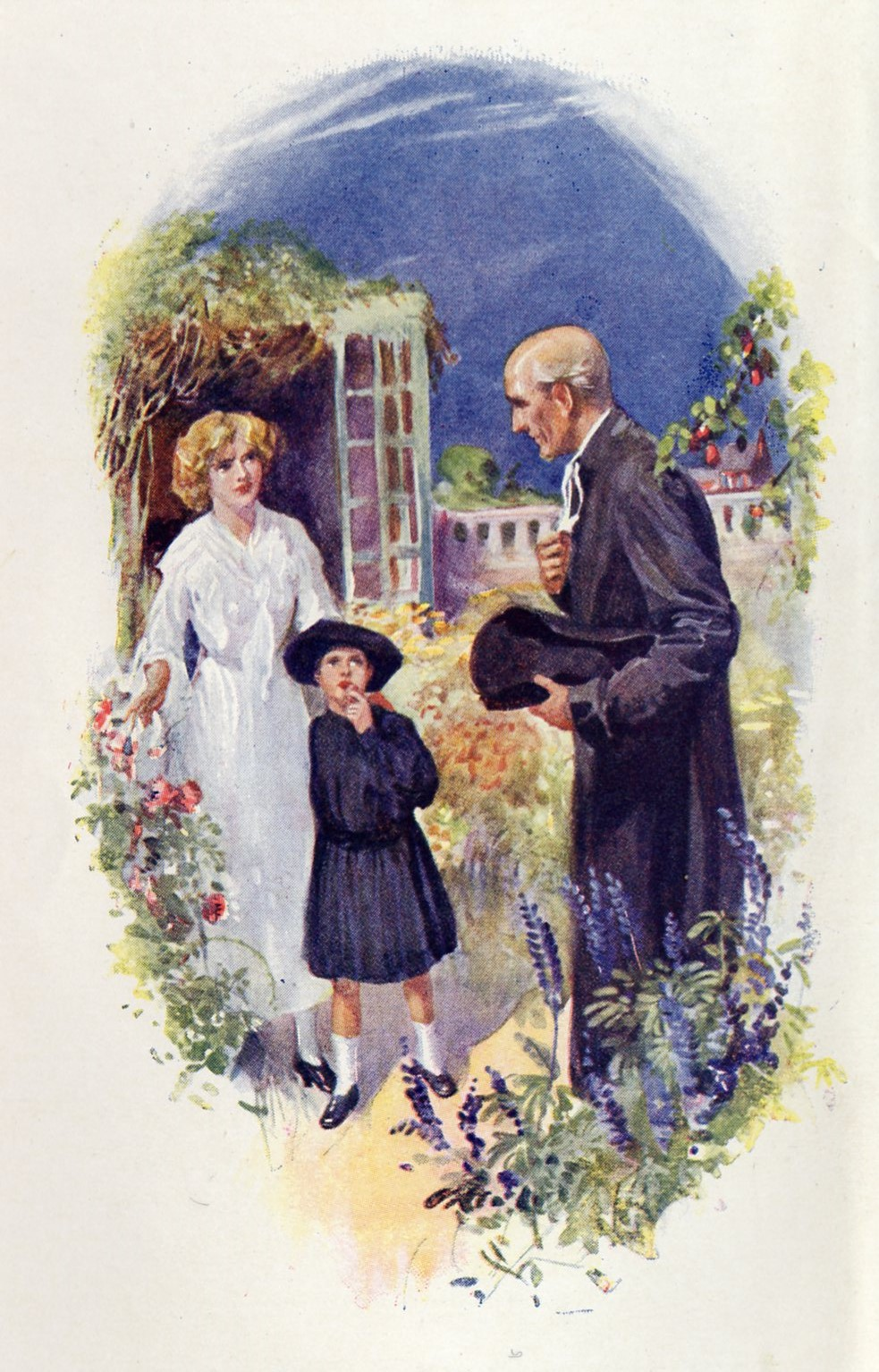
L'Enfant à la balustrade éd. 1913, illusration de Claude Chopy.